# MTV Movie Award
MTV Movie Awards – nagroda filmowa przyznawana od 1992 roku przez telewizję MTV. Każdej gali rozdania nagród towarzyszą parodie z oficjalnych materiałów filmowych. Imprezę prowadzą celebryci, gośćmi gali także są różne sławy. Galę urozmaicają występy muzyków.

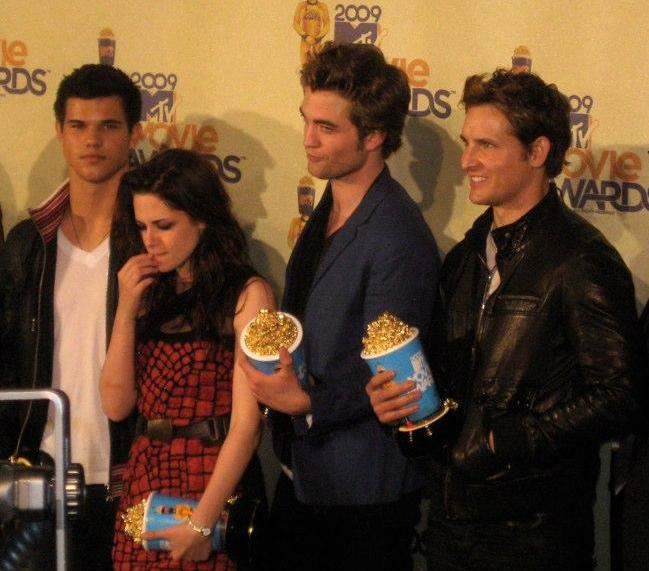
Ekipa filmu Zmierzch (2008) z nagrodami MTV Movie Award (2009)

Zwycięzcy wybierani są nie przez jury, jak np. Oscary, ale przez publiczność we wcześniejszym głosowaniu, przez co z roku na rok MTV Movie Awards zyskują sobie coraz większą rangę w przemyśle filmowym.
Andy Dick to jedyny aktor, który występuje w większości parodii filmowych MTV Movie Awards oraz udawanych wywiadach z gwiazdami.

## Kategorie
- najlepszy film (Best Movie)
- najlepszy aktor (Best Male Performance) – w 2005 roku zrezygnowano z podziału na aktorów i aktorki
- najlepsza aktorka (Best Female Performance)
- najlepsza męska rola przełomowa
- najlepsza rola przełomowa (Best Breakthrough Performance) – później rozbita na rolę męską i żeńską
- najlepszy ekranowy zespół (Best On-Screen Team)
- najlepszy czarny charakter (Best Villain)
- najlepszy występ komediowy (Best Comedic Performance)
- najlepsza piosenka filmowa (Best Song from a Movie)
- najlepszy filmowy pocałunek (Best Kiss)
- najlepsza scena akcji (Best Action Sequence)
- najlepsza walka (Best Fight)
- najlepsze przedstawienie przerażenia (Best Frightened Performance)
- najlepszy nowy twórca (Best New Filmmaker)
- najlepsza postać wirtualna (Best Virtual Performance) – 2002
- najlepsza scena taneczna (Best Dance Sequence) – 1994 i 2003
- najlepsza rola cameo (Best Cameo)
- nagroda za życiowe osiągnięcie (Lifetime Achievement Award) – przyznawana do 1998 roku, kiedy to otrzymał ją aktor Clint Howard, w 2004 roku otrzymał ją Tom Cruise, a w 2005 Jim Carrey